# Andile Khumalo
Andile Hamilton Khumalo (* 24. února 1991 Newcastle, JAR) je fotbalový záložník z Jihoafrické republiky, který hraje v jihoafrickém týmu FC Cape Town.

## Klubová kariéra
Andile Khumalo hrál v Jihoafrické republice za klub AmaZulu FC. V lednu 2014 přestoupil do FC Cape Town.
V červnu 2014 byl společně s krajanem Princem Nxumalem na testech v českém klubu FK Mladá Boleslav.